# Волошка підбілена
Волошка підбілена, блават підбілений (Psephellus dealbatus, syn. Centaurea dealbata) — рослина, вид роду волошок родини айстрових. Широко культивується як декоративна рослина.

## Ботанічний опис
Багаторічна рослина від 30 до 80 см заввишки. Нижні листя перисто-розсічені на довгих черешках, знизу білувато-запушені, стеблові — сидячі, лопатеподібні або розсічені. Суцвіття — поодинокі кошики. Квітки яскраво-рожеві. Не вимоглива до ґрунтів, зимостійка і посухостійка.
Їх сизувате перисте листя помітне вже з ранньої весни, а квіти з'являються у травні.

## Поширення і середовище існування
Вид родом з гірських степів і субальпійських лугів Кавказу і північного сходу Туреччини.
Росте на висоті від 1700 до 2400 метрів над рівнем моря.

## Господарське значення і застосування

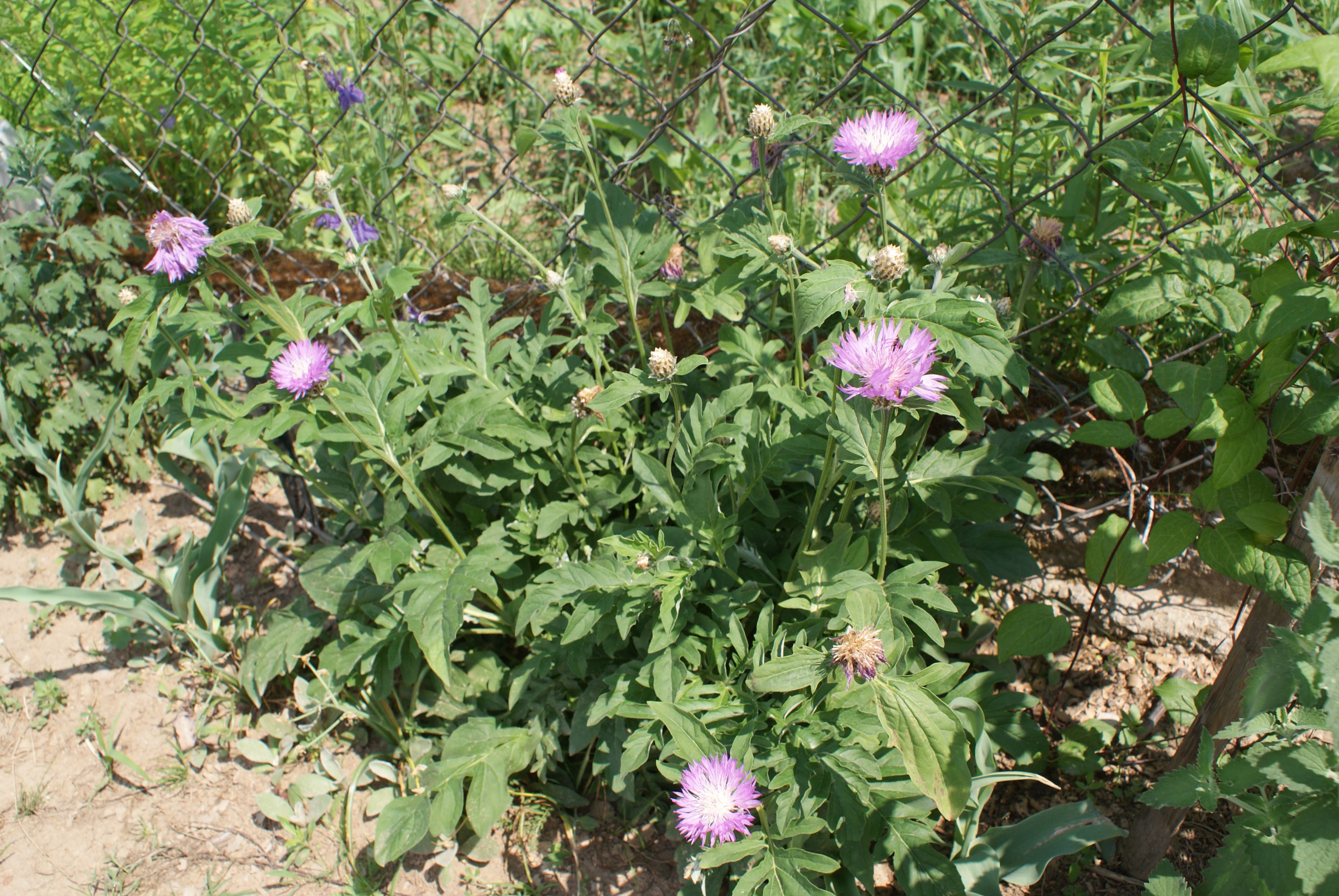
Волошка підбілена на клумбі

Волошка підбілена широко культивується як декоративно-листяна рослина. Добре адаптується і посухостійкий. В культурі розмножується зазвичай вегетативно. Відомо кілька сортів.
Квітки приваблюють метеликів і бджіл.